# Сели, Юриель
Юриель Дарио Сели Герреро (исп. Yuriel Darío Celi Guerrero; род. 20 февраля 2002, Кальяо) — перуанский футболист, полузащитник клуба «Университарио» и сборной Перу.

## Клубная карьера
Сели — воспитанник клубов «Университарио» и «Академия Кантолао». 19 мая 2019 года в матче против «Пирата» он дебютировал в перуанской Примере в составе последних. 1 ноября в поединке против «Пирата» Юриель забил свой первый гол за «Академию Кантолао». В начале 2022 года Сели перешёл в «Карлос Маннуччи». 6 февраля в матче против «Мельгара» он дебютировал за новую команду. 22 марта в поединке против «Универсидад Сан-Мартин» Юриэль сделал «дубль», забив свои первые голы за «Карлос Маннуччи». 
В начале 2023 года Сели подписал контракт с английским «Халл Сити» и сразу же был отдан в аренду в «Университарио». 12 февраля в матче против «Унион Комерсио» он дебютировал за новую команду. В своём дебютном сезоне игрок помог клубу выиграть чемпионат. 6 апреля 2024 года в поединке против «Альянса Атлетико» Юриель забил свой первый гол за «Университарио».

## Международная карьера
В 2019 году в составе юношеской сборной Перу Сели принял участие домашнем юношеском чемпионате Южной Америке. На турнире он сыграл в матчах против команд Венесуэлы, Боливии, Аргентины, Уругвая, а также дважды Чили и Эквадора. В поединках против чилийцев, боливийцев и эквадорцев Юриэль забил по голу. 
В 2019 году Сели в составе олимпийской сборной Перу принял участие в домашних Панамериканских играх. На турнире он сыграл в матчах против Эквадора, Гондураса, Ямайки и Уругвая.
20 ноября 2022 года в товарищеском матче против сборной Боливии Сели дебютировал за сборную Перу.

## Достижения
Клубные
 «Университарио»
- Победитель перуанской Примеры — 2023